# Lupold Przemyślida
Lupold (zm. 1143) – książę ołomuniecki w latach 1135–1137.
Lupold był synem Borzywoja II i Helbirgi, córki margrabiego austriackiego Leopolda II Pięknego.
W 1135 r. Sobiesław I nadał mu dzielnicę ołomuniecką. Już dwa lata później pozbawił go ziemi i nadał dzielnicę swojemu synowi Władysławowi, który miał w ten sposób zdobywać doświadczenie polityczne, gdyż był przewidywany na następcę ojca na tronie w Pradze. W latach 1140–1142 Lupold wraz z czeskim rycerstwem i innymi książętami dzielnicowymi brał udział w walce z Władysławem II.